# Enchisthenes hartii
Enchisthenes hartii е вид бозайник от семейство Американски листоноси прилепи (Phyllostomidae).

## Разпространение
Видът е разпространен в Северна Южна Америка, Централна Америка, Мексико и Съединените щати.